# Crisi econòmica del segle XVII

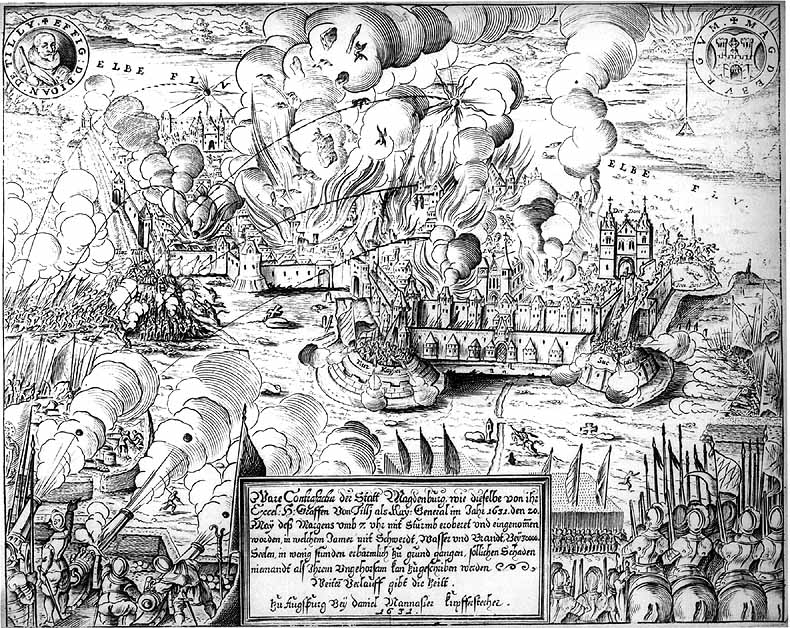
Setge de Magdeburg, 1631. Aquesta ciutat alemanya és un exemple extrem de la crisi del. Va passar de 30.000 habitants a menys de 5.000 com a conseqüència d'aquesta acció i el posterior saqueig de la ciutat. Al final de la Guerra dels Trenta Anys (1618-1648) no aconseguia el mig miler.

La crisi econòmica del segle XVII és una crisi general de durada secular que la historiografia aplica, en grau diferent, a la interpretació del desenvolupament històric durant aquest segle en tot Europa i la conca del Mediterrani.

## Aspectes de la crisi
- Crisi climàtica (la Petita Edat del Gel, és l'única que podem considerar autònoma)
- Crisi econòmica (la Fase B de recessió secular que segueix a la Fase A de auge econòmic i Revolució dels preus del segle xvi),
- Desordres socials i polítics, que porten a desastroses guerres (Crisi del 1640 a Espanya, Fronde a França, Revolució Anglesa, i sobretot la Guerra dels Trenta Anys a Europa central)
- Crisi demogràfica (augment de la freqüència i gravetat de fams i epidèmies, despoblament d'Europa Meridional i Central)
- Crisi ideològica (que és com s'ha interpretat el Barroc), tant de l'Art com en Literatura i fins i tot en mentalitat. La ciència moderna i el que des de Paul Hazard se nomena Crisi de la consciència europea sorgeixen a la fi de segle i preparen el següent Segle de les llums.

### Monarquia Hispànica
La crisi en la Monarquia Hispànica va caracteritzar-se perquè la població va registrar una important reculada. Les causes van ser: 
1. Migració al nou continent.
2. Baixes ocasionades per les guerres.
3. Expulsió dels moriscos.

L'agricultura va empitjorar provocant la fam i les epidèmies. Molts camperols van abandonar les terres per anar-se'n a les ciutats per viure com a murris o captaires. La ramaderia va veure com es reduïa el nombre de caps de bestiar, a causa de la sequedat de les pastures i de la destrucció provocada per les diverses guerres peninsulars. La indústria i el comerç van disminuir i l'esgotament de moltes mines americanes va reduir l'arribada d'or i plata des de les Índies. La Hisenda Reial es va declarar en fallida en diverses ocasions.
Va haver-hi un model social de tipus nobiliari en el qual els capitals es dedicaven a la compra de terres, cases o despeses suntuaries. Enfront d'uns pocs privilegiats existia una enorme massa de població empobrida: els camperols havien perdut les seves terres, els artesans s'havien empobrit per la competència estrangera i els gentilhomes amb prou feines podrien sobreviure amb les seves terres i tots acabaven en la mendicitat. Només la Corona d'Aragó va sofrir menys la crisi.

## Interpretació
La crisi del segle xvii pot interpretar-se (Maurice Dobb) com el moment clau en la transició del feudalisme al capitalisme, ja que els països que van sortir reforçats d'ella (fonamentalment Anglaterra) s'encaminen al procés que comença amb la Revolució burgesa i que al segle xviii els va portar a la Revolució Industrial; mentre que als països que van sortir en pitjors condicions d'ella (fonamentalment Espanya o el que es podria nomenar la Monarquia Catòlica dels Habsburg) perden la posició de centre que fins llavors havien tingut en la Civilització Occidental.

## L'eix de la civilització es desplaça
El desplaçament de les rutes comercials de la mar Mediterrània a l'Atlàntic no és un procés nou, i podria rastrejar-se des de l'edat mitjana, però el canvi de l'eix sencer de la civilització en benefici de l'Europa Nord-occidental queda fixat decisivament amb aquesta crisi. És significatiu l'auge de places com Londres i Amsterdam en perjudici de Sevilla o Lisboa -també atlàntiques i que al seu torn havien substituït a les mediterrànies Gènova i Venècia al segle XVI-. El punt d'inflexió potser va ser el saqueig d'Anvers de 1576, o el desastre de l'Armada Invencible de Felip II.
El que fins llavors havia estat la principal amenaça per l'Europa cristiana, l'Imperi Otomà, queda relegat a una posició perifèrica -en clara reculada des del fracàs del Setge de Viena de 1683-. El que era el seu centre, Itàlia i les seves rutes cap a Flandes per Alemanya, es troba entre les zones en major declivi. La França que surt de la Fronde i la minoria d'edat de Lluís XIV de França, en canvi, és la potència emergent a Europa, bé des del tractat de Westfàlia de 1648 -que va modernitzar les relacions internacionals-, o des de la Tractat dels Pirineus de 1659. Queda en evidència la decadència espanyola.
El que va haver de ser per als «perdedors», pot endevinar-se només amb veure que els «guanyadors» han hagut de passar un segle temible: Anglaterra sofreix mortíferas pestes, guerres exteriors -amb Holanda, amb França, amb Espanya...,, la guerra civil entre Parlament i Rei, l'execució d'aquest, la república de Cromwell i les disensiones religioses -puritanos, anglicans, catòlics...-, el Gran incendi de Londres (1666)..., fins a tancar el segle amb la Revolució Gloriosa.